# Твёрдый гелий
Твёрдый гелий — состояние гелия при температуре, близкой к абсолютному нулю и давлении, значительно превышающем атмосферное. Гелий — единственный элемент, который не затвердевает, оставаясь в жидком состоянии, при нормальном атмосферном давлении и сколь угодно малой температуре. Переход в твёрдое состояние возможен только при давлении более 25 атм.

## История исследований
После того, как в 1908 году Хейке Камерлинг-Оннес сумел добиться конденсации гелия, он попытался получить твёрдый гелий. Откачкой паров ему удалось достичь λ-точки (1,4 К). За последующие десять лет исследований удалось опуститься до 0,8 К, но гелий оставался жидким.
И только в 1926 году ученик Камерлинг-Оннеса Виллем Хендрик Ке́езом смог получить 1 см³ твёрдого гелия, используя не только низкую температуру, но и повышенное давление.

Мои опыты, которые позволили получить гелий в твёрдом виде, совершенно отчётливо показали, что для превращения гелия в твёрдое состояние требуется не только такая температура, при которой внутриатомные силы преодолевают тепловое движение настолько, чтобы атомы могли группироваться в кристаллическую решётку, но требуется, кроме того, и воздействие внешнего давления, которое должно быть достаточно высоким для того, чтобы привести в действие внутриатомные силы. Без применения такого давления гелий остаётся жидким даже при самих низких из достигнутых температур, хотя при некоторой температуре он может внезапно переходить в новое жидкое агрегатное состояние.
— Из лекции, прочитанной перед V Международным конгрессом по холодильному делу в Риме 13 апреля 1928 г., Nature, 123, 847, 1928

## Физические свойства
Физические свойства гелия:
| Свойство                                               | 4He                 | 3He         |
| ------------------------------------------------------ | ------------------- | ----------- |
| Молярный объём, см³/моль (ОЦК)                         | 21,1 (1,6 К)        | 24 (0,65 К) |
| Минимальное давление образования (кристаллизации), атм | 25                  | 29 (0,3 K)  |
| Плотность твёрдого гелия, г/см³                        | 0,187 (0 К, 25 атм) |             |
| Плотность жидкого гелия, г/см³ (0 К)                   | 0,145               | 0,08235     |

Кристалл гелия с пузырьками жидкости. Бирюзовый — цвет фона

Твёрдый гелий — кристаллическое прозрачное вещество, причём границу между твёрдым и жидким гелием трудно обнаружить, так как их показатели преломления близки.
Плотность твёрдого гелия очень мала, она составляет 0,187 г/см³ (менее 20 % от плотности льда при −273 °C). Для образования твёрдого 3He необходимо ещё более высокое давление (29 атм) и ещё более низкая температура (0,3 К). Плотность его ещё ниже.

### Свойствагелия-4

Фазовая диаграмма гелия-4

Для твёрдого гелия-4 характерен такой квантовый эффект, как кристаллизационные волны. Этот эффект состоит в слабо затухающих колебаниях границы раздела фаз «квантовый кристалл — сверхтекучая жидкость». Колебания возникают при незначительном механическом воздействии на систему «кристалл — жидкость». Достаточно при температуре <0,5 К слегка качнуть прибор, как граница между кристаллом и жидкостью начинает колебаться так, как будто это граница между двумя жидкостями.
Энтропия и энтальпия плавления 4He при температурах <1 К обращаются в 0.
Для 4He основная сингония — гексагональная (ГПУ). На фазовой диаграмме видна небольшая область, где 4He переходит в кубическую сингонию (ОЦК). При относительно больших давлениях (1000 атм) и температуре ~15 К появляется новая кубическая фаза ГЦК.
На рисунке обозначения фаз:
- hcp — гексагональная плотная упаковка (ГПУ);
- fcc — гранецентрированная кубическая (ГЦК);
- bcc — объёмноцентрированная кубическая (ОЦК).

При очень высоких давлениях, как и у всех газов, температура плавления твердого гелия-4 значительно повышается. При давлении 41,2 ГПа она составляет 334,8 °C.

### Свойствагелия-3

Фазовая диаграмма гелия-3

При давлениях <100 атм 3He кристаллизуется в кубической сингонии (ОЦК). Выше ~100 атм твёрдый 3He переходит в фазу с гексагональной симметрией (ГПУ). Так же как и 4He, 3He при давлениях >1000 атм и ~15 К переходит в кубическую фазу (ГЦК).
Ниже 0,3 К термодинамические свойства жидкого и твёрдого гелия-3 необычны в том отношении, что при адиабатическом сжатии жидкий гелий охлаждается, причем с увеличением сжатия охлаждение продолжается, пока жидкая фаза не превратится в твёрдую. Это объясняется значительным вкладом ядерного магнетизма гелия-3 в его энтальпию. Эффект получил название компрессионное охлаждение гелия-3. Такой характер поведения гелия-3 был теоретически предсказан
И. Я. Померанчуком в 1950 году и экспериментально подтвержден
У. М. Фейрбенком и Г. К. Уолтерсом (1957),
Ю. Д. Ануфриевым (1965). С тех пор охлаждение методом адиабатического сжатия применяется во многих лабораториях. Такой метод позволяет, начиная с низких температур, поддерживаемых криостатом растворения, получать температуры ниже 0,003 К, достаточно низкие для проведения экспериментов со сверхтекучим гелием.
Кривая плавления 3He при Т < 0,3 К имеет отрицательную производную. Вследствие этого для гелия-3 наблюдается необычный физический эффект. Если жидкий гелий-3, который находится при температуре <0,01 К и давлении 30—33 атм, нагревать, то при ~0,3—0,6 К жидкость замёрзнет.
Для твёрдого гелия-3 также характерен квантовый эффект кристаллизационных волн, но проявляется он при температурах <10−3 K.

Вращение сосуда с жидким гелием
Ввиду того, что из-за квантовых эффектов энергия для жидкого гелия может принимать только дискретные значения, обычное вращение для неквантовой жидкости при комнатной температуре (например, в чашке чая), которое можно наблюдать, размешивая его ложкой, для жидкого гелия невозможно -- вместо этого при вращении сосуда движение потоков в нём распадается на упорядоченную сетку вихрей (аналогичных вихрям Абрикосова в сверхпроводниках второго рода). Благодаря этому эффекту становится возможно устанавливать факт перехода в сверхтекучее состояние для всех сверхтекучих жидкостей, таких как облаков конденсата Бозе-Эйнштейна из сверхохлажденных атомов (например, приводя его во вращение боковым пучком лазерного излучения и наблюдая на прямой просвет появление сетки вихрей, описанной выше).

## Сверхтекучесть в твёрдом гелии
Подозрение о том, что сверхтекучестью могут обладать и твёрдые тела, высказывалось довольно давно, однако долгое время никаких экспериментальных указаний на такое явление не было.

### Экспериментальные работы
В 2004 году было объявлено об открытии сверхтекучести в твёрдом гелии. Это заявление было сделано на основании эффекта неожиданного уменьшения момента инерции крутильного маятника с твёрдым гелием. Последующие исследования показали, однако, что ситуация далеко не столь проста, и потому говорить об экспериментальном обнаружении этого явления пока преждевременно.

### Теоретические работы
В настоящее время общепринятой теории, объясняющей и описывающей сверхтекучесть в твёрдом гелии, пока нет. Тем не менее, попытки построить такую теорию делаются.

### Критика оригинальных работ
В ряде последовавших за оригинальной работой статей указывалось, что аномальное уменьшение момента инерции образца могло иметь и иное происхождение. В 2005 году были опубликованы результаты независимых экспериментов, в которых проявлений сверхтекучего компонента в твёрдом гелии замечено не было. В 2012 году в работе, одним из авторов которой является автор первоначальной публикации Мозес Чан, было показано, что интерпретация обнаруженного эффекта как перехода твёрдого гелия в сверхтекучее состояние была ошибочной.